# Donja Trnava
Donja Trnava es un pueblo del municipio de Prokuplje, Serbia. Según el censo de 2002, el pueblo tiene una población de 1.600 personas. 